# Oviller New Communal Cemetery
Le cimetière « Oviller New Communal Cemetery  »  est un cimetière militaire  de la Première Guerre mondiale situé dans le hameau d'Ovillers sur le territoire de la commune de Solesmes, Nord.

## Localisation
Ce cimetière se trouve à l'intérieur du cimetière communal, rue de Solesmes, au nord-ouest du hameau d'Ovillers, hameau situé à environ 10 km au sud-est de Solesmes.

## Historique
Occupé dès la fin août 1914 par les troupes allemandes, le hameau d'Amerval est resté  loin des combats jusque fin octobre 1918 date à laquelle il est capturé par les troupes britanniques. Ce cimetière a été créé à cette date pour inhumer les victimes de ces combats.

## Caractéristique
Le tombes sont disposées sur deux rangées égales, séparées par une tombe civile. Ce cimetière comporte les sépultures de 65 soldats britanniques,dont 4 ne sont pas identifiés.

### Galerie

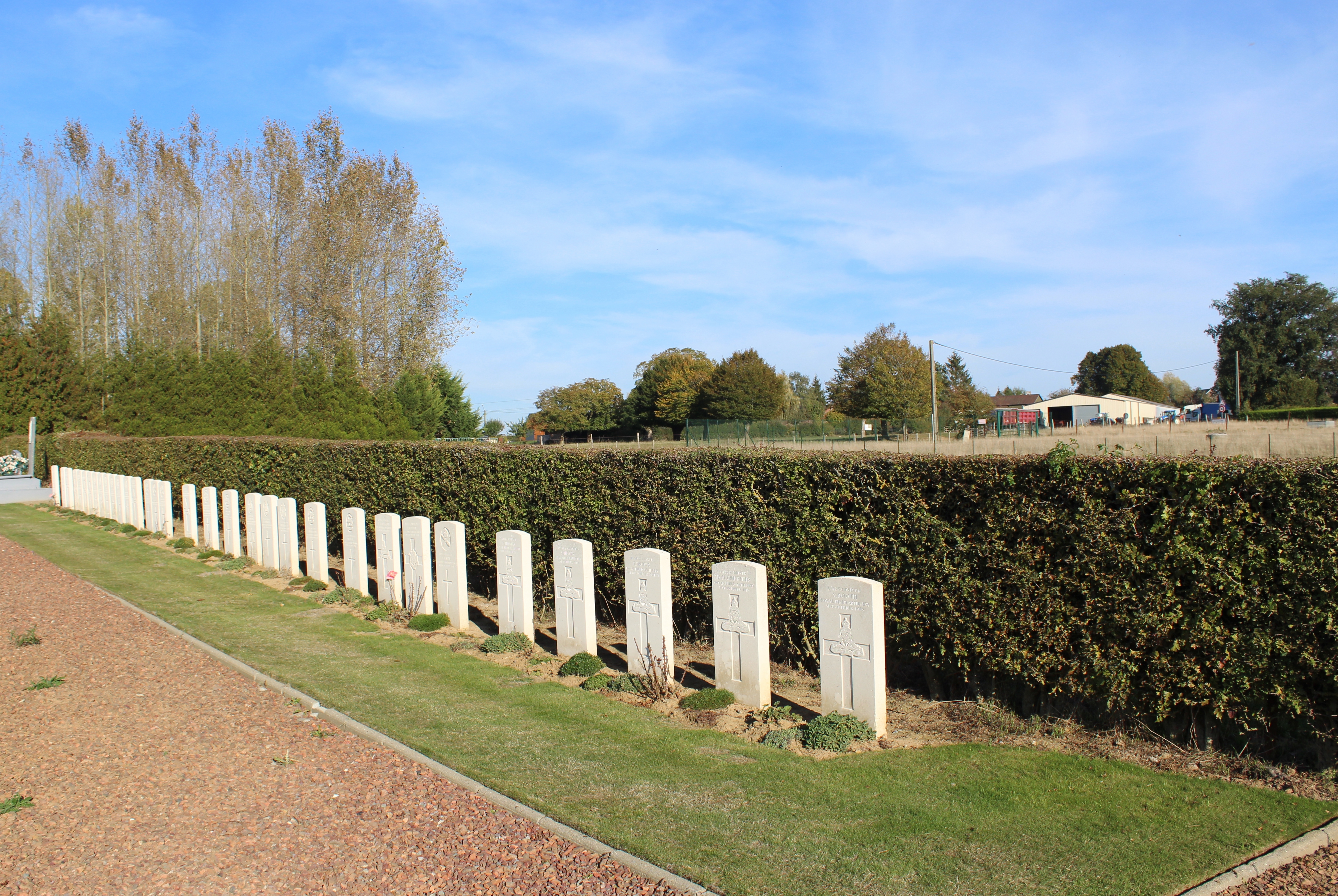
La seconde rangée de tombes.
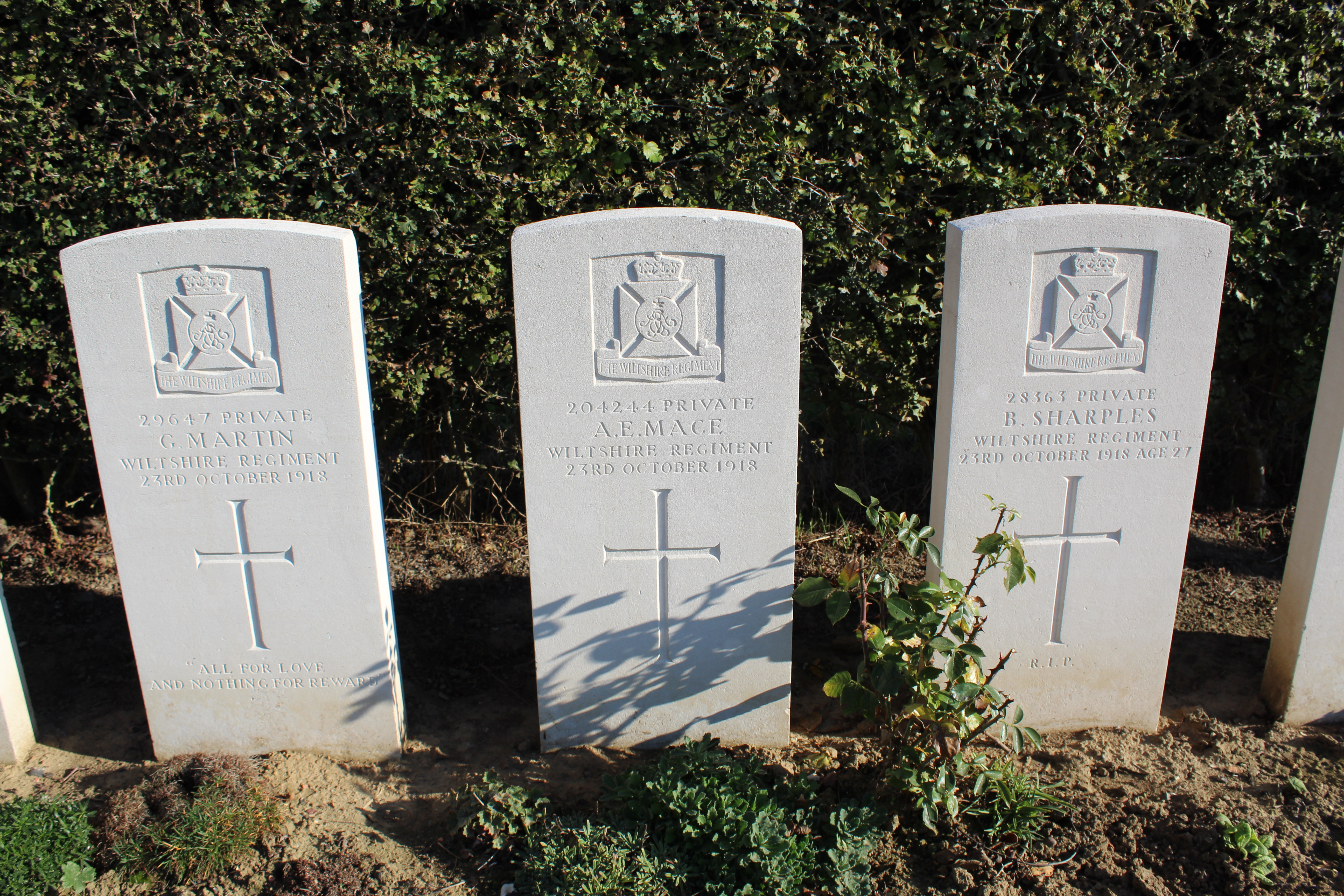

## Sépultures
| Pays        | Sépultures |
| ----------- | ---------- |
| Royaume-Uni | 65         |